# Barão de Araraquara
Barão de Araraquara é um título nobiliárquico criado por D. Pedro II do Brasil por carta de 30 de maio de 1868, a favor de José Estanislau de Oliveira.
Titulares
1. José Estanislau de Oliveira (1803—1884) — 1º Visconde de Rio Claro;
2. Estanislau José de Oliveira (1829—1902) — filho do anterior.